# The Magazine of Fantasy & Science Fiction
The Magazine of Fantasy & Science Fiction (často různě zjednodušováno; zkratka F&SF) je americký měsíčník fantasy a science fiction, jeden ze tří nejvýznamnějších (vedle Asimov's Science Fiction a Analogu), vydávaný dvakrát i v české verzi.
Vznikl na podzim 1949, původně jako čtvrtletník, od února 1951 dvouměsíčník, od srpna 1952 měsíčník. Má digestový formát. V současnosti vychází 11× ročně, vždy s „výročním dvojčíslem“ v říjnu. Mezi jeho nejznámějšími šéfredaktory (anglicky editor) byli Anthony Boucher (do srpna 1958; do srpna 1954 s druhým zakladatelem J. Francis McComasem), Avram Davidson (duben 1962 – listopad 1964), Edward L. Ferman (leden 1966 – červen 1991; fakticky řídil časopis už po Davidsonově odchodu, kdy byl formálním šéfredaktorem jeho otec Joseph W. Ferman) a Kristine Kathryn Ruschová (červenec 1991 – květen 1997). Isaac Asimov psal pro F&SF populárně-vědeckou rubriku bez přerušení od listopadu 1958 do února 1992, celkem 399 pokračování.
Ve Velké Británii vycházely dvě místní mutace F&SF, přetiskující výběr povídek z amerického časopisu, od října 1953 do září 1954 (12 čísel) a od prosince 1959 do června 1964 (55); kromě toho některé povídky z F&SF přebrala britská edice Venture Science Fiction (září 1963 – prosinec 1965, 28 čísel), jinak tisknoucí materiály ze stejnojmenného amerického časopisu, což bylo v letech 1958–70 sesterské periodikum F&SF orientované na klasičtější dobrodružné příběhy. Australská edice čítá 14 nedatovaných čísel v letech 1954–8. V řadě dalších zemí vycházely překladové verze F&SF, v různé míře doplňující výběr z jeho povídek dalšími materiály: ve Francii (Fiction, založena 1953, později se obsah rozšířil; zanikla 1989, obnovena 2005) a Brazílii (Magazine de Ficção Científica, v 60. letech); na počátku 3. tisíciletí existovaly podobné časopisy v Rusku, Japonsku, Švédsku a Izraeli (Ha'meimad Ha'asiri – Desátý rozměr, The Tenth Dimension; na základě smlouvy s F&SF od 15. čísla).

## České vydání
V letech 1992-8 vydávalo českou mutaci nakladatelství Polaris jako dvojměsíčník (vždy za lichý + následující sudý měsíc; v roce 1992 vyšla pouze tři čísla počínaje červenec-srpen). Vedle prózy (vyšly i tři domácí texty: Jaroslav Mostecký: Sbohem, jezero 6/93; úryvek z románu Františka Novotného Další den Valhaly pod jménem Frank N. Skipper a Jiří Dostál: Svitky 6/98), obsahoval časopis Asimovovu rubriku a domácí publicistiku; nejčastějším recenzentem byl překladatel Petr Kotrle. Nízký prodej a prodělečnost vedly nakonec k zastavení časopisu.
Další řada vycházela rovněž dvouměsíčně od konce února 2006 do roku 2011 v nakladatelství Triton. Má 144 stránek (formátu zhruba A5), od čtvrtého čísla 160 stran, již bez Asimovových článků, a stojí 125 Kč. Zajímavé jsou články překladatelů, v nichž čtenářům sdělují zkušenosti s vlastními překlady populárních sérií. K nejčastějším recenzentům patří Petr Kotrle a Jiří Popiolek. Autorem nově zavedených ilustrací uvnitř čísla je Dominik Petr. Šéfredaktorem magazínu je Martin Šust.
Český název není zcela ustálený: Přebírá originální podobu záhlaví titulní stránky (jež v posledních letech vypouští „The Magazine of“), ovšem s doplněným „Czech Edition“. Člen bývá ignorován zcela a název často i v oficiálních textech vydavatelů počešťován na „Magazín Fantasy …“